# Trochomeria
Trochomeria es un género de plantas con flores perteneciente a la familia Cucurbitaceae.   Comprende 32 especies descritas y de estas, solo 6 aceptadas.

## Taxonomía
El género fue descrito por Joseph Dalton Hooker y publicado en Genera Plantarum 1: 822. 1867.

## Especies aceptadas
A continuación se brinda un listado de las especies del género Trochomeria aceptadas hasta enero de 2014, ordenadas alfabéticamente. Para cada una se indica el nombre binomial seguido del autor, abreviado según las convenciones y usos.
- Trochomeria baumiana Gilg
- Trochomeria debilis Hook. f.
- Trochomeria hookeri Harv.
- Trochomeria polymorpha (Welw.) Cogn.
- Trochomeria sagittata Cogn.
- Trochomeria teixeirae R.Fern. & A.Fern.